# 飛驒一之宮站
飛驒一之宮站（日语：／ Hida-ichinomiya eki */?）是位於岐阜縣高山市一之宮町，東海旅客鐵道（JR東海）的高山本線車站。
此站是舊・大野郡宮村（在2005年後編入至高山市）中心車站。
從高山出發的首班車及前往高山的尾班車均為普通列車，但是均通過此站。

## 歷史
- 1934年（昭和9年）10月25日 - 國鐵高山本線飛驒小坂至坂上之間開通，此站啟用。為一般車站。
- 1962年（昭和37年）10月1日 - 除了專用線外，結束車載貨物起卸業務。
- 1984年（昭和59年）2月1日 - 結束行李起卸業務。
- 1985年（昭和60年）4月1日 - 成為無人車站。
- 1987年（昭和62年）4月1日 - 伴隨國鐵分割民營化，車站由東海旅客鐵道（JR東海）和日本貨物鐵道（JR貨物）營運。
- 1995年（平成7年）9月30日 - 再沒有貨運列車於此站出發。
  - 在車站東邊設有住友大阪水泥（日语：住友大阪セメント）（舊・住友水泥）飛驒一之宮服務站（日语：セメント包装所）專用線，當時運送水泥。
- 2007年（平成19年）4月1日 - JR貨物車站廢止，結束貨物起卸業務。

## 車站構造
車站是一座地面車站，設有2面2線相對式月台，可進行列車交會。車站大樓位於1號月台（下呂方面，上行月台）側，對面為2號月台（高山站方向，下行月台）。此站曾經設有3號月台，現時已經不再使用，並設有柵欄。
車站大樓是一座木造建築物。兩月台之間設有上蓋跨線橋連接，同時可連接北邊的臥龍公園（臥龍櫻）。站前設有廁所。
此站是由高山站管理的無人車站，站內可自由地通行。

### 月台
| 月台 | 路線     | 上下行 | 方向             |
| ---- | -------- | ------ | ---------------- |
| 1    | 高山本線 | 上行   | 下呂、岐阜方向   |
| 2    | 高山本線 | 下行   | 高山站、富山方向 |

## 使用狀況
根據「岐阜縣統計書」，以下為近年的1日平均乘車人次列表：
| 年度 | 1日平均 乘車人次 |
| ---- | ---------------- |
| 2005 | 71人             |
| 2006 | 71人             |
| 2007 | 61人             |
| 2008 | 56人             |
| 2009 | 51人             |
| 2010 | 46人             |
| 2011 | 41人             |
| 2012 | 35人             |
| 2013 | 32人             |
| 2014 | 34人             |
| 2015 | 30人             |
| 2016 | 33人             |
| 2017 | 43人             |
| 2018 | 38人             |

## 車站周邊
車站附近設有許多住宅。在車站南邊宮隧道北邊出口處至此站之間的路線是一個彎位。該彎位為拍攝鐵路熱點之一。
- 國道41號(在國道上設有行走於高山巴士中心～下呂巴士中心之間的濃飛巴士「飛驒一宮」巴士站。)
- 飛驒一宮水無神社 - 飛驒國一宮。在神社內的大型日本柳杉和東北紅豆杉，被岐阜縣指定為自然紀念物。從車站步行5分鐘
- 臥龍櫻
- 住友大阪水泥（日语：住友大阪セメント）飛驒一之宮服務站
- 蒙迪厄斯飛驒位山Snow Park - 滑雪場，現時設有接駁巴士連接高山站和滑雪場

## 其他
- 在2000年代前半，於除夕至元旦凌晨為了飛驒一宮水無神社乘客開設了臨時列車行走於高山站至久久野站之間。而從岐阜前往高山的尾班車本來會通過此站，在12月31日當天會臨時停車。截至2015年，再沒有這些措施[3]。
- 此站與久久野站之間經過的宮隧道（日语：宮トンネル）是高山本線的分水嶺。
- 本來特急「飛驒」不會停站。在1990年代的4月臥龍櫻季節，於星期六和假日部分列車會臨時停站。
- 在1990年前，急行「乘鞍」曾經服務時期，為了方便滑雪客，於冬季部分列車臨時停站。

## 相鄰車站
東海旅客鐵道（JR東海）
 高山本線
■普通（快速列車，只有早上上行班次和深夜下行班次）
通過
■普通（各站停車）
久久野－飛驒一之宮－高山（CG25）

## 注腳
1. ↑  JR東海移動等便利化取組報告書
2. 1 2  採用車站時間表的方向資訊。詳情參見JR東海官方網站的各站時間表 （页面存档备份，存于）（截至2015年1月）。
3. ↑  《JR時刻表》（編集、發行　交通新聞社）2014年12月號，p.206 - 209（高山本線時間表）